# Bodrovo
Bodrovo (bulgariska: Бодрово) är ett distrikt i Bulgarien.   Det ligger i kommunen Obsjtina Dimitrovgrad och regionen Chaskovo, i den centrala delen av landet, 180 km öster om huvudstaden Sofia.
Trakten runt Bodrovo består till största delen av jordbruksmark. Runt Bodrovo är det ganska glesbefolkat, med 34 invånare per kvadratkilometer.